# R Airlines
R Airlines (thailändisch อาร์ แอร์ไลน์, offiziell Skyview Airways Co., Ltd.) war eine thailändische Charterfluggesellschaft mit Sitz in Bangkok und Basis auf dem Flughafen Bangkok-Don Mueang. Seit Jahresende 2017 ruhte ihr Betrieb, weil sich das Unternehmen einer Überprüfung durch die thailändische Luftfahrtbehörde unterziehen muss und im Februar 2018 stellte die Fluglinie den Betrieb ganz ein.

## Geschichte
R Airlines wurde im Jahr 2012 gegründet, ursprünglich um Urlauber aus China und Südkorea im IT-Charterverkehr nach Thailand zu fliegen. Die Betriebsaufnahme sollte im Herbst 2012 mit zwei geleasten Boeing 737-400 erfolgen. Zudem wollte die Gesellschaft mit einer gemieteten Boeing 777-200ER Charterdienste zwischen Frankfurt und Bangkok-Don Mueang anbieten, was nicht realisiert wurde. Im November 2012 übernahm R Airlines eine geleaste Boeing 737-400, die aber zunächst nicht zum Einsatz kam.
Am 24. Januar 2013 nahm die Fluggesellschaft ihre ersten Charterflüge zwischen Bangkok und Gaya, Bihar, Indien auf, mit thailändischen Mönchen und Touristen aus Changchun.

## Flugziele
R Airlines bot von Bangkok neben Chiang Mai in Thailand Macau an.

## Flotte
Mit Stand Februar 2018 besaß R Airlines keine eigenen Flugzeuge mehr.
In der Vergangenheit wurden Airbus A319-100, Airbus A320-200, Airbus A321-200 und Boeing 737-400 betrieben.